# Stockton (Wiltshire)
Stockton  è un piccolo villaggio e una parrocchia civile della contea del Wiltshire che si trova a 4 miglia a sud-est di Heytesbury e 8 miglia a sud-est di Warminster, Sud Ovest dell'Inghilterra, Regno Unito.

## Geografia

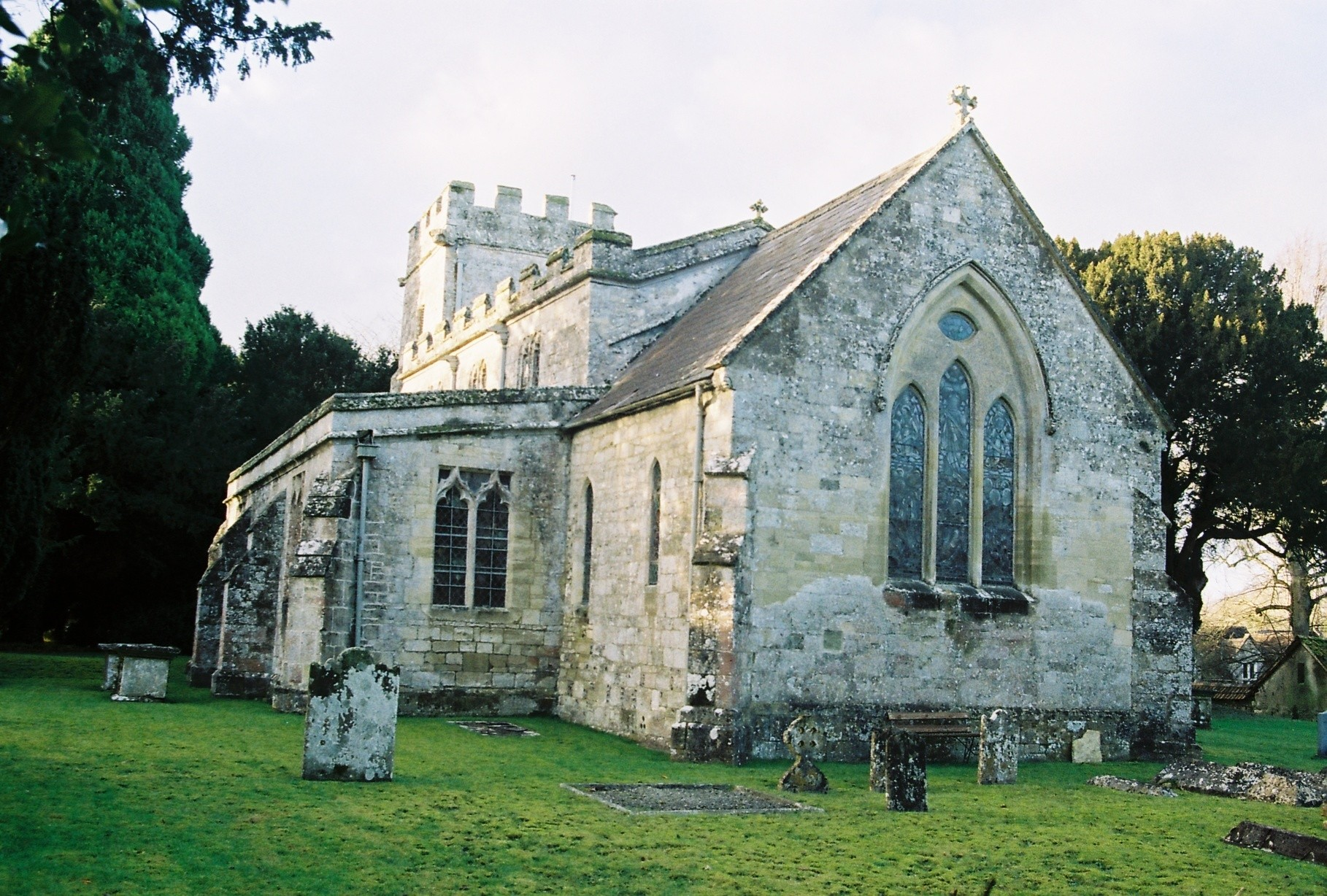
Chiesa di San Giovanni Battista

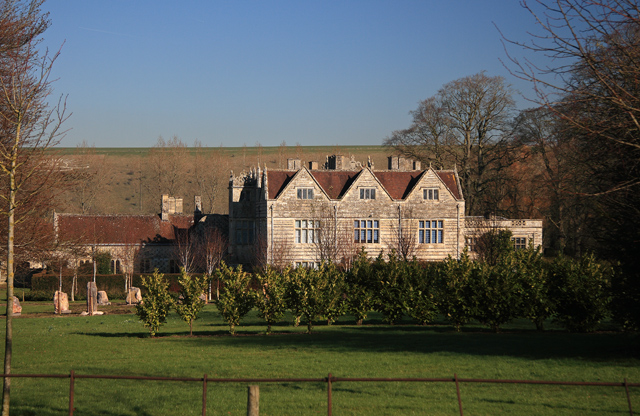
Stockton House

Il territorio della parrocchia civile si trova nella contea del Wiltshire, è attraversato dal fiume Wiley ed è principalmente agricolo. Vicino alla Ridgeway, o antica strada romana per Old Sarum, ci sono dei terrapieni. Stockton è circondata da campagna ed è anche vicina alla Salisbury Plain, una vasta area di colline calcaree che ospita una varietà di animali selvatici, tra cui rare farfalle e rapaci. Un certo numero di parrocchie nella valle del Wiley contenevano più di un singolo villaggio ed erano divise in diverse township o decime e Stockton quasi divenne una parrocchia del genere ma la sua divisione non fu mai istituzionalizzata. I suoi insediamenti, chiamati estremità orientale e estremità occidentale di Stockton, non furono mai denominati in modo diverso né considerati separati nell'amministrazione o nel governo. I confini di Stockton furono definiti e registrati nel 901 e in seguito furono poco modificati. A nord il Wylye lo separa da Codford St. Mary, e a sud il fosso di Grim lo separa da Fonthill Bishop e Chilmark sullo spartiacque di Wylye e Nadder. A ovest il confine con Sherrington segue una conca, ma a est quello con Bapton fu tracciato dritto. La geologia e il rilievo della parrocchia sono tipici della vallata. Vicino al fiume il terreno è alluvionale con ghiaia mentre sulle colline si trova argilla con selci che si è deposita sul gesso altrimenti affiorante. Il terreno degrada in creste e valli asciutte dallo spartiacque, da 207 metri vicino al confine con Fonthill Bishop per arrivare al fiume dove l'altezza è sotto i 76 metri.

## Storia
A Stockton ci sono alcuni tumuli che risalgono all'età del ferro e le scoperte archeologiche sono state più numerose in una zona di sterramento precisa, un sito di insediamento di circa 100 acri che è stato scavato due volte. L'insediamento durò dalla tarda età del ferro preromana al tardo periodo romano. A quei tempi era un villaggio agricolo, ma potrebbe essere stato anche una stazione di posta e persino un mercato minore. Decadde dopo il 370. L'insediamento successivo si creò su terreni più bassi. Documenti con mappe del 901 non menzionavano Stockton o un villaggio, ed è probabile che il villaggio menzionato per la prima volta nel 1086 nel Domesday Book abbia avuto origine dopo e forse come risultato di quella carta dei primi del X secolo. Fu fondato come tanti altri villaggi sulla piattaforma di ghiaia vicino al Wiley. Tra quei villaggi Stockton era di una ricchezza leggermente superiore alla media all'inizio del XIV secolo. Nel XVI e XVII secolo il livello locale di ricchezza era probabilmente nella media del territorio. L'insediamento nel villaggio di Stockton apparentemente iniziò all'estremità orientale, raggruppato attorno alla chiesa, alla fattoria demaniale e alla canonica. L'insediamento all'estremità occidentale, che presumibilmente fu più tardo, era lungo la strada come un villaggio di strada. I due insediamenti intorno al 1627 potevano essere ancora distinti poi i caseggiati nell'estremità occidentale furono elencati e fino alla metà del XX secolo c'era un breve spazio tra loro. L'estremità orientale si estendeva verso ovest lungo la strada Sherrington—Wylye e gli edifici che presumibilmente avevano avuto origine come piccole fattorie di affittuari che hanno dato anche a quell'estremità l'aspetto di un villaggio di strada. Nella zona attorno alla chiesa si trova una serie di cottage con tetto di paglia del XVII secolo molto modificati e, all'incrocio con la strada, la scuola e una casa del XVIII secolo su cui è stata incorporata nel portico una mensola in pietra di fine XV secolo proveniente da una casa di Codford. Gli edifici della fattoria a nord-est sono del XIX e XX secolo. Alcuni dei cottage e delle piccole case all'estremità orientale che esistevano nel 1815 sono stati demoliti, ma la maggior parte è rimasta. Le origini del XVII secolo della maggior parte sono evidenti e ci sono più edifici del XVIII secolo lì che all'estremità occidentale. Sono stati edificati pochissimi edifici dal 1815. Stockton Manor fu costruito a sud della strada, apparentemente nel Medioevo, su terreni arabili al confine tra i campi dell'estremità orientale e occidentale. Negli anni novanta del XVI secolo Stockton House fu costruita più vicino al fiume su terreni di pascolo comuni a nord-ovest della strada. Gran parte del terreno circostante fu in seguito bloccato e la strada diretta dal ponte di Codford al villaggio fu chiusa. Il modello di utilizzo del territorio è stato quello tipico delle zone vicine, con terreni utilizzati a prato sulle aree alluvionali, con pascoli e terreni arabili sulla ghiaia e bosco sulle parti con argilla e selci. Nel XX secolo vi fu rimboschimento sulle colline. La linea ferroviaria Somerset & Weymouth, che è stata costruita dalla G.W.R. attraverso la parrocchia un po' a sud del villaggio, fu aperta tra Warminster e Salisbury nel 1856. Wylye e Codford erano le stazioni più vicine, entrambe chiuse nel 1955.

## Monumenti e luoghi d'interesse
Nel territorio di Stockton sono presenti alcuni edifici e luoghi d'interesse, tra i quali:
- Chiesa di San Giovanni Battista. Si tratta di una chiesa parrocchiale anglicana risalente alla fine del XII secolo e oggetto di interventi nei secoli XIII, XIV, XV e XVII. L'ultimo restauro importante è stato realizzato nel 1879. La chiesa presenta un portale normanno, conserva un fonte battesimale del XIV secolo e un pulpito del XV secolo. Sulla facciata esterna si trova il dipinto murale medievale raffigurante San Cristoforo che porta il Bambino Gesù attraverso un fiume. Appartiene alla diocesi di Salisbury e dal 11 settembre 1968 è un monumento classificato di primo grado.[6][7]
- Stockton House. Si tratta di una casa di campagna. Edificata attorno al 1580 per John Topp, modificata nel 1802 da Jeffry Wyattville poi restaurata e modificata da Benjamin e B.J. Ferrey tra il 1877 e il 1882. Edificata in pietra calcarea a strisce e selce, con tetti a due falde in tegole con cime e camini in pietra. Dal 21 luglio 1950 è un monumento classificato di primo grado per il suo particolare interesse storico ed architettonico.[8][9]